# Étienne Capoue
Étienne Capoue (Niort, 11 de julho de 1988) é um futebolista francês, que atualmente está sem clube.

## Carreira
Capoue foi jogador das categorias sub-18, sub-19 e sub-21 francesa.
No dia 6 de julho de 2015, assinou com o Watford, recém-promovido à Premier League por 9 milhões de euros.
Teve boas participações pelo clube, excepcionalmente na segunda temporada quando marcou quatro gols nos seis primeiros jogos, entre eles o primeiro gol dos 3-1 aplicados sobre o Manchester United em Vicarage Road e uma vitória de 4-2 de virada contra o West Ham.

## Títulos
Villarreal
- Liga Europa: 2020–21